# Charles-Prudent de Becdelièvre
Pour les autres membres de la famille, voir Famille de Becdelièvre.
Charles-Prudent de Becdelièvre (17 février 1705, Nantes - 23 février 1784), est un prélat français, évêque de Nîmes.

## Biographie
Charles-Prudent de Becdelièvre est le fils de Pierre de Becdelièvre, seigneur du Châtellier, et de Jeanne-Louise Gabard, dame de Theillac.
Ordonné prêtre en 1729, il devient abbé de Saint-Pierre de Vierzon en 1730, puis de Caignotte en 1731.
Becdelèvre est nommé grand vicaire du diocèse de Périgueux en 1736.
Il est évêque de Nîmes de 1737 à 1784. Il fut également conseiller du roi en tous ses conseils.

## Sources
- Abbé de Ferrand, Oraison funèbre de Messire Charles-Prudent Becdelièvre, évêque de Nismes, prononcée le 6 février 1784, jour des obsèques..., 1784
- Alexandre Charles Germain, Histoire de l'église de Nîmes, 1838
- Jean Baptiste Pierre Jullien de Courcelles,Histoire généalogique et héraldique des pairs de France: des grands dignitaires de la couronne, des principales familles nobles du royaume et des maisons princières de l'Europe, précédée de la généalogie de la maison de France, Volume 5, 1825.